# Rambus
Rambus Incorporated — американська компанія-патентний троль, яка раніше займалася виготовленням оперативної пам'яті для ПК. Спеціалізувалася на розробці комп'ютерних чипів пам'яті. Наразі, дохід отримує, в основному, не на цих розробках, а на успішних гравцях ринку через судові процеси, пов'язані, начебто, з порушенням її патентів.